# Média harmônica
Em Matemática, a média harmônica (português brasileiro) ou média harmónica (português europeu) (também conhecida como média subcontrária) é um tipo de média que é geralmente utilizada em situações nas quais é desejada a média entre duas ou mais taxas.
A média harmônica (geralmente representada por {\displaystyle {\bar {h}}}), dos números reais positivos {\displaystyle x_{1},\ x_{2},\ ...\ ,\ x_{n}>0} é definida como  a razão entre o número de elementos e a soma do inverso desses elementos, como segue:{\displaystyle {\bar {h}}={\frac {n}{{\frac {1}{x_{1}}}+{\frac {1}{x_{2}}}+\cdots +{\frac {1}{x_{n}}}}}={\frac {n}{\sum _{i=1}^{n}{\frac {1}{x_{i}}}}}={\frac {n\cdot \prod _{j=1}^{n}x_{j}}{\sum _{i=1}^{n}{\frac {\prod _{j=1}^{n}x_{j}}{x_{i}}}}}.}Para {\displaystyle n>2}, na equação acima, é mais aparente que a média harmônica está relacionada com a média aritmética e a média geométrica.
Equivalentemente, a média harmônica é a recíproca da média aritmética dos recíprocos. Por exemplo, a média harmônica de 1, 2 e 4 é {\displaystyle {\bar {h}}={\frac {3}{{\frac {1}{1}}+{\frac {1}{2}}+{\frac {1}{4}}}}={\frac {1}{{\frac {1}{3}}({\frac {1}{1}}+{\frac {1}{2}}+{\frac {1}{4}})}}={\frac {12}{7}}\,.}

## Relações com outras médias

Uma construção geométrica das três médias de Pitágoras de dois números, a e b. A Média Harmônica é denotada por H na cor roxa. O Q denota a quarta média, a média quadrática.

A média harmônica é uma das três médias de Pitágoras. Para todos os conjuntos de dados positivos que contêm, pelo menos um par de valores distintos, a média harmônica é sempre a mínima das três médias, enquanto que a média aritmética é sempre a maior das três e a média geométrica está sempre no meio. Se todos os valores de um conjunto de dados não vazio são iguais, as três médias são sempre iguais umas às outras. Por exemplo, as médias harmônica, geométrica e aritmética de {2, 2, 2} são todas 2.
A média harmônica é o caso especial M−1 da média potência.
Uma vez que a média harmônica de uma lista de números tende para o mínimo dos elementos da lista, ela tende (em comparação com a média aritmética) a mitigar o impacto de grandes valores atípicos e agravar o impacto das pequenas.
A média aritmética é muitas vezes utilizada erroneamente em locais que exigem a média harmônica. Um  exemplo é o cálculo da velocidade média em um percurso de ida e volta em uma mesma via, em que a ida é percorrida a 60 km/h e a volta a 40 km/h a média aritmética de 50 está incorreta. A velocidade média no percurso total é a média harmônica de 40 e 60, ou seja 48 km/h. Isto se deve ao fato de que, como os dois trechos tem o mesmo comprimento, quanto menor for a velocidade, mais do tempo total é despendido àquela velocidade e, então, ela tem um peso maior na composição da velocidade média.
Se um conjunto de números não-idênticos é submetido a um "espalhamento" que preserve a média, ou seja, dois ou mais elementos do conjunto são "afastados" do outro, deixando a média aritmética inalterada, a média harmônica sempre diminui.

## Média harmônica ponderada
Se um conjunto de pesos {\displaystyle w_{1}}, ..., {\displaystyle w_{n}} é associada ao conjunto de dados {\displaystyle x_{1}}, ..., {\displaystyle x_{n}}, a média harmônica ponderada é definida por{\displaystyle {\frac {\sum _{i=1}^{n}w_{i}}{\sum _{i=1}^{n}{\frac {w_{i}}{x_{i}}}}}.}A média harmônica, tal como definido é o caso especial em que todos os pesos são iguais a 1, e é equivalente a qualquer média harmônica ponderada em que todos os pesos são iguais.

## Exemplos

### Na física
Em determinadas situações, especialmente aquelas envolvem taxas, a média harmônica fornece a verdadeira média. Por exemplo, se um veículo se desloca a uma certa distância, a uma velocidade x (por exemplo, 60 km por hora) e, em seguida, a mesma distância novamente a uma velocidade y (por exemplo, 40 km por hora), em seguida, a sua velocidade média é a média harmônica dos x e y (48 quilômetros por hora), e seu tempo total de viagem é o mesmo como se tivesse viajado toda a distância com a velocidade média. No entanto, se o veículo se desloca por uma certa quantidade de tempo a uma velocidade x e em seguida a mesma quantidade de tempo, a uma velocidade y, a sua velocidade média é a média aritmética dos x e y, o que no exemplo acima é de 50 quilômetros por hora.
O mesmo princípio aplica-se a mais de dois segmentos: dada uma série de sub-viagens em velocidades diferentes, se cada sub-viagem cobre a mesma distância, então a velocidade média é a média harmônica de todas as velocidades das sub-viagens, e se cada sub-viagem leva a mesma quantidade de tempo, então a velocidade média é a média aritmética de todas as velocidades das sub-viagens. (Se não for o caso, em seguida, uma média harmônica ponderada ou média aritmética ponderada é necessária.)
Da mesma forma, se ligarmos dois elétricos resistentes em paralelo, tendo uma resistência x (por exemplo, 60Ω) e uma resistência y (por exemplo 40Ω), em seguida, o efeito é o mesmo que se tivesse usado dois resistores com a mesma resistência, tanto iguais para a média harmônica de x e y (48Ω): a resistência equivalente em ambos os casos é 24Ω (metade da média harmônica). No entanto, se um conecta os resistores em série, então a resistência média é a média aritmética de x e y (com resistência total igual à soma de x e y). E, tal como com o exemplo anterior, o mesmo princípio aplica-se quando mais de duas resistências são ligados, desde que todos são em paralelo ou em série.

### Em outras ciências
Em ciência da computação, especificamente recuperação de informação e aprendizado de máquina, a média harmônica da precision e a recall é frequentemente utilizado como uma pontuação de desempenho agregado para a avaliação de algoritmos e sistemas: o F-contagem (ou F-medida).
Uma conseqüência interessante surge da álgebra básica em problemas de trabalhar em conjunto. Como um exemplo, se uma bomba alimentada com gás pode escoar uma piscina em 4 horas e uma alimentada por bateria pode drenar a mesma piscina em seis horas, então ambas as bombas vão demorar (6 · 4)/(6 + 4), que é igual a 2.4 horas, para drenar a piscina juntos. Curiosamente, esta é a metade da média harmônica de 6 e 4.
Em hidrologia a média harmônica é utilizado para média de condutividade hidráulica valores de fluxo que é perpendicular às camadas (por exemplo, geológica ou solo) enquanto que o fluxo paralelo de camadas utiliza a média aritmética. Esta diferença aparente em média é explicada pelo fato que hidrologia utiliza condutividade, que é o inverso da resistividade.
Em sabermetria (estatísticas de beisebol que medem a atividade do jogo), o número da potência velocidade de um jogador é a média harmônica de sua corrida de casa e base roubada totais.
Em genética populacional a média harmônica é usada para calcular os efeitos das flutuações no tamanho da geração sobre a população reprodutora eficaz. Isto é, para ter em conta o fato de que uma pequena geração é eficaz como um gargalo e significa que um número muito pequeno de indivíduos estão a contribuir desproporcionalmente para o conjunto de genes, que podem resultar em níveis mais elevados de consanguinidade.
Ao considerar a economia de combustível em automóveis duas medidas são comumente usados - milhas por galão (mpg), e litros por 100 km. Como as dimensões destas quantidades são o inverso do outro (um é a distância por unidade de volume, e o outro o volume por outra distância) ao tirar o valor médio de economia de combustível de uma variedade de veículos de uma medida produzirá a média harmônica dos outros - ou seja, converter o valor médio de economia de combustível, expresso em litros por 100 km para milhas por galão irá produzir a média harmônica da economia de combustível, expresso em milhas por galão.

### Em finanças
A média harmônica é o método preferível para a média dos múltiplos, tais como a relação preço/ganho, em que o preço é no numerador. Se esses índices são calculados usando uma média aritmética (um erro comum), os pontos de dados altas são dadas maior peso do que pontos de dados baixos. A média harmônica, por outro lado, dá um peso igual para cada ponto de dados.

### Na geometria
Em todo triângulo, o raio da circunferência inscrita é um terço a média harmônica dos altitudes.
Para qualquer ponto P sobre o arco menor BC da circunferência de um triângulo equilátero ABC, com distâncias de q e t de B e C, respectivamente, e com a interseção de PA e BC estar a uma distância y do ponto P, temos que y é metade da média harmônica de q e t.
Em um triângulo retângulo com a e b e altitude h da hipotenusa ao ângulo direito, h 2 é a metade da média harmônica de a2 e b2.
Deixa t e s (t > s) ser os lados dos dois quadrados inscritos em um triângulo retângulo com hipotenusa c. Em seguida, s2 é igual a metade da média harmônica de c2 e t2.
Um trapézio tem vértices A, B, C, e D em sequência e com lados paralelos AB e CD. Seja E o ponto de intersecção das diagonais, e seja F do lado DA e G do lado BC tal que FEG é paralela à AB e CD. Então FG é a média harmônica de AB e DC. (Isso é demonstrável com triângulos semelhantes.)

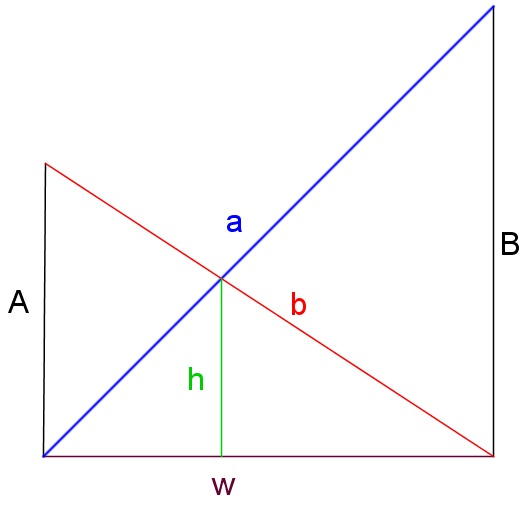
O problema das escadas cruzadas. h é metade da média harmônica entre A e B

No problema das escadas cruzadas, duas escadas em posições opostas através de um beco, cada um com os pés na base de uma parede lateral, com um encostado a uma parede na altura A e o outro encostado na parede oposta à altura B, como mostrado. As escadas cruzadas a uma altura de h acima do chão do beco. Então, h é a metade a média harmônica de A e B. Este resultado ainda mantém se as paredes estão inclinadas, mas ainda paralelas e as "alturas" A, B e h são medidos como distâncias do chão ao longo de linhas paralelas às paredes.
Em uma elipse, o semi-latus rectum (a distância a partir de um foco de elipse ao longo de uma linha paralela ao eixo menor) é a média harmônica das distâncias mínima e máxima a partir de um foco de elipse.

### Em trigonometria
No caso do arco duplo da tangente, se a tangente de um ângulo A é dado como a/b, em seguida, a tangente de 2A é o produto de (1) a média harmônica do numerador e denominador de tan A e (2) o recíproco de (o denominador menos o numerador de tan A).
Em geral, a fórmula de duplo ângulo pode ser escrita como
{\displaystyle \tan 2A={\frac {2ab}{a+b}}*{\frac {1}{b-a}}}
se {\displaystyle \tan A={\frac {a}{b}}} e {\displaystyle a} e {\displaystyle b} são números reais.
Por exemplo, se
{\displaystyle \tan A={\frac {3}{7}},}
em seguida, a forma mais familiar da fórmula de duplo ângulo é
{\displaystyle \tan 2A={\frac {2*{\frac {3}{7}}}{1-({\frac {3}{7}})^{2}}}={\frac {21}{20}};}
mas esta também pode ser escrita como
{\displaystyle {\frac {2*3*7}{3+7}}*{\frac {1}{7-3}}={\frac {21}{20}}.}

## Média harmônica de dois números
Para o caso especial de apenas dois números {\displaystyle x_{1}} e {\displaystyle x_{2}}, a média harmônica pode ser escrita
{\displaystyle H={\frac {2x_{1}x_{2}}{x_{1}+x_{2}}}.}
Neste caso especial, a média harmônica está relacionada com a média aritmética {\displaystyle A={\frac {x_{1}+x_{2}}{2}}}
e a média geométrica {\displaystyle G={\sqrt {x_{1}x_{2}}},} by
{\displaystyle H={\frac {G^{2}}{A}}.}
Então {\displaystyle G={\sqrt {AH}}}, significa que a média geométrica dos dois números é igual a média geométrica da média aritmética e harmônica.
Como observado acima, a relação entre as três médias de Pitágoras não está limitado a n é igual a 1 ou 2, existe uma relação para todos os n. No entanto, deve notar-se que, para n igual a 1, todas as médias são iguais e para n igual a 2, temos a relação entre as médias de cima. Para arbitrária n ≥ 2 que pode generalizar esta fórmula, como acima referido, por interpretação da terceira equação para a média harmônica de modo diferente. A relação generalizada já foi explicado acima. Se observar com cuidado a terceira equação ninguém vai notar que também funciona para n = 1. Ou seja, ele prevê a equivalência entre as médias harmônicas e geométricas, mas fica aquém por não prever a equivalência entre as médias harmônicas e aritméticas.
A fórmula geral, que pode ser derivada a partir da terceira para a fórmula média harmônica pela releitura, como explicado em relação com as outras médias, é
{\displaystyle H(x_{1},\ldots ,x_{n})={\frac {(G(x_{1},\ldots ,x_{n}))^{n}}{A(x_{2}x_{3}\cdots x_{n},x_{1}x_{3}\cdots x_{n},\ldots ,x_{1}x_{2}\cdots x_{n-1})}}={\frac {(G(x_{1},\ldots ,x_{n}))^{n}}{A\left({\frac {\prod _{i=1}^{n}x_{i}}{x_{1}}},{\frac {\prod _{i=1}^{n}x_{i}}{x_{2}}},\ldots ,{\frac {\prod _{i=1}^{n}x_{i}}{x_{n}}}\right)}}.}
Observe que para {\displaystyle n=2} nós temos:
{\displaystyle H(x_{1},x_{2})={\frac {(G(x_{1},x_{2}))^{2}}{A(x_{2},x_{1})}}={\frac {(G(x_{2},x_{1}))^{2}}{A(x_{2},x_{1})}}}
onde foi utilizado o facto de que a média aritmética avalia o mesmo número independente da ordem dos termos. Esta equação pode ser reduzida para a equação original se reinterpretar este resultado em termos dos próprios operadores. Se fizermos isso nós temos a equação simbólica
{\displaystyle H={\frac {G^{2}}{A}}}
porque cada função foi avaliada em
{\displaystyle (x_{1},x_{2}).}